# Joey Logano
Joey Logano, född 24 maj 1990 i Middletown, Connecticut, är en amerikansk racerförare som kör bil #22 för Team Penske. Logano har vunnit Nascar Cup Series 2018, 2022 och 2024.

## Racingkarriär
Logano gjorde succé i Nascar Nationwide Series som artonåring, och fick ett kontrakt med Joe Gibbs Racing, som innebar att han kör i Sprint Cup 2009. Han ses som en av NASCAR-historiens mest talangfulla unga förare. Han tog sin första topp-tioplacering ett race på den högsta nivån på Talladega Superspeedway under sin debutsäsong, följt av en seger på New Hampshire Motor Speedway, efter att ha lett loppet, med en nästan tom tank, när regnet började falla.

## Team

### NASCAR Sprint Cup Series
- Joe Gibbs Racing 2008–2012
- Hall of Fame 2008
- Penske Racing 2013
- Team Penske 2014–

### NASCAR Xfinity Series
- Joe Gibbs Racing 2008–2012
- Penske Racing 2013
- Team Penske 2014–

### NASCAR Camping World Truck Series
- HT Motorsports 2008–2009
- Brad Keselowski Racing 2013–2015